# Ravenswood Park
Der 600 Acres (2,4 km²) große Ravenswood Park befindet sich in Gloucester im Bundesstaat Massachusetts der Vereinigten Staaten. Er wird als Naturschutzgebiet von der Organisation The Trustees of Reservations verwaltet.

## Geschichte
Der heutige Park enthält eine Vielzahl von Relikten aus der Vergangenheit des Cape Ann, die von Jagdutensilien der Indianer über Steinwälle der frühen europäischen Siedler bis zu einem Teilstück der Old Salem Road reichen, die heute einen Teil des Wegenetzes im Park bildet. Der Kaufmann Samuel E. Sawyer verbrachte an dieser Stelle im 19. Jahrhundert die Sommermonate und erreichte über sein Testament, dass im Jahr 1889 das Gebiet als Ravenswood Park unter Schutz gestellt wurde. Er benannte es nach dem gleichnamigen Schloss aus Walter Scotts Roman Die Braut von Lammermoor.
Die Verwaltung des Schutzgebiets oblag für mehr als 100 Jahre den Trustees of Ravenswood Park, die das Areal jedoch 1993 an die Trustees of Reservations weitergaben. 1998 konnte das zum Schutzgebiet gehörende Grundstück aufgrund einer Schenkung erweitert werden. Im Archiv der Trustees in Sharon gibt es eine umfangreiche Sammlung über die Historie des Parks.

## Schutzgebiet
Der Park ist als Naherholungsgebiet konzipiert und verfügt über 10 mi (16,1 km) Wanderwege. Er ist ganzjährig zugänglich und kann je nach Jahreszeit unterschiedlich genutzt werden; während die Bäume im Sommer Schatten spenden und zur Vogelbeobachtung einladen, kann auf einigen Wegen im Winter Ski gefahren werden.